# De Vreese-Van Loo
De Vreese-Van Loo N.V., begonnen als bakkerij Sint-Laurentius in 1870, is sinds 1929 een industrieel voedingsbedrijf in Lokeren. Na vijf generaties in handen van de Lokerse familie De Vreese te zijn geweest werd de onderneming in 2021 overgenomen door koekfabrikant Vondelmolen uit Lebbeke.
De Vreese-Van Loo was vooral bekend als producent van Belgische peperkoek. Naast peperkoek onder de eigen naam produceerde het bedrijf ook voor anderen, zoals Meli, die het vervolgens onder eigen merknaam verkochten.

## Geschiedenis

### 1870: Markt

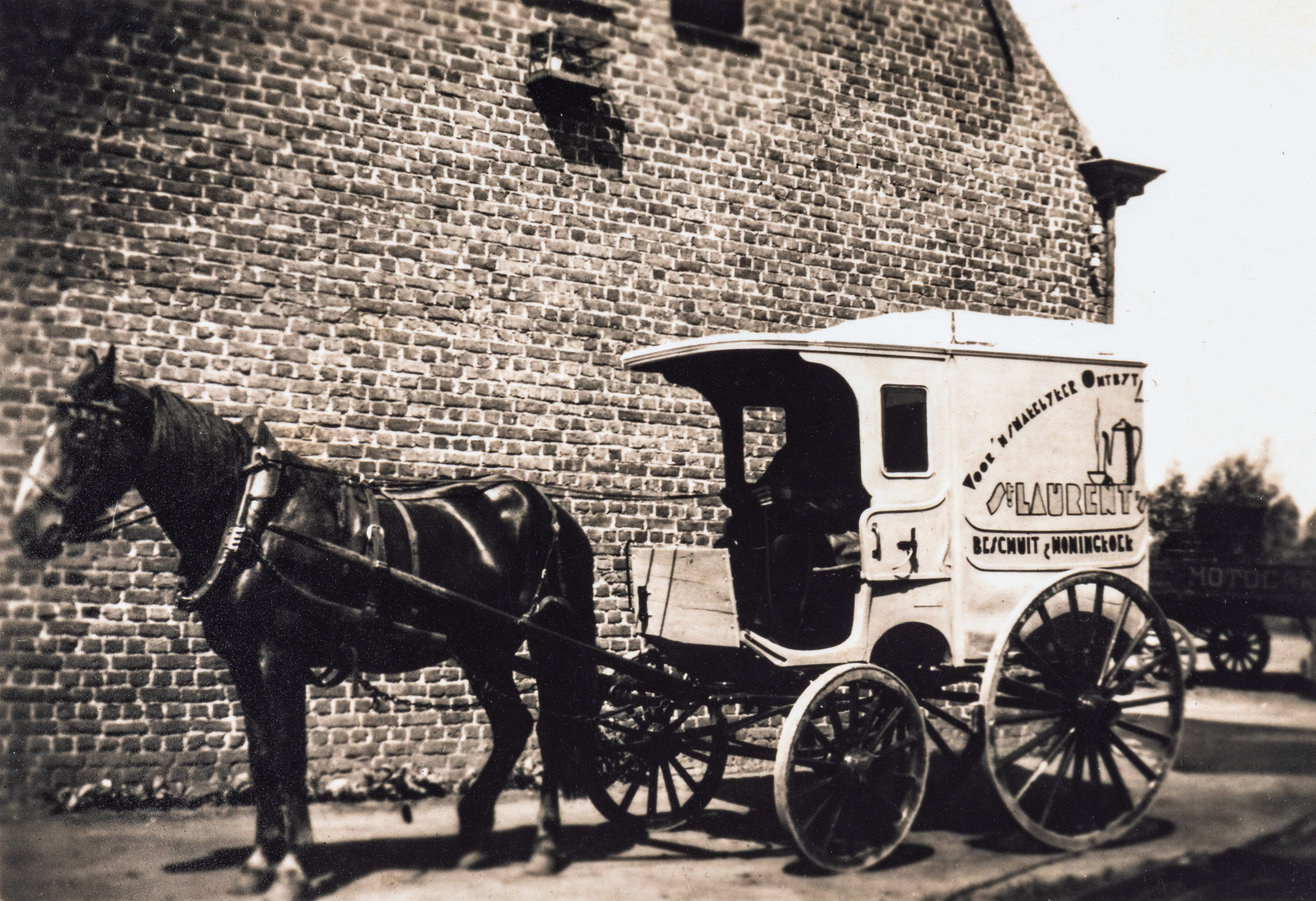
Distributeur van Lokerse St-Laurent met paard-en-wagen (ca. 1890)

Het bedrijf werd opgericht in 1870 door de Lokerse bakker August De Vreese (1832-1902) onder de naam Saint-Laurentius, kortweg St.-Laurent, wegens de nabijheid van de Sint-Laurentiuskerk. De eerste locatie was het huis aan de Markt 60 (huidige Markt 63). Men begon met de productie van peperkoek en honingkoek. Het aanbod werd later uitgebreid met beschuit en chocolade. De wikkels van de producten waren in wisselende voorstelling bekleed met het beeld en naam van Sint Laurentius.
In 1902 overleed August, en zijn zoon Henri De Vreese (1872-1939) nam het bedrijf over. De Vreese trad in 1901 in het huwelijk met Maria Van Loo, een bakkersdochter uit Lokeren, wat de basis zou zijn voor de N.V. die jaren later opgericht werd.

### 1912: Poststraat

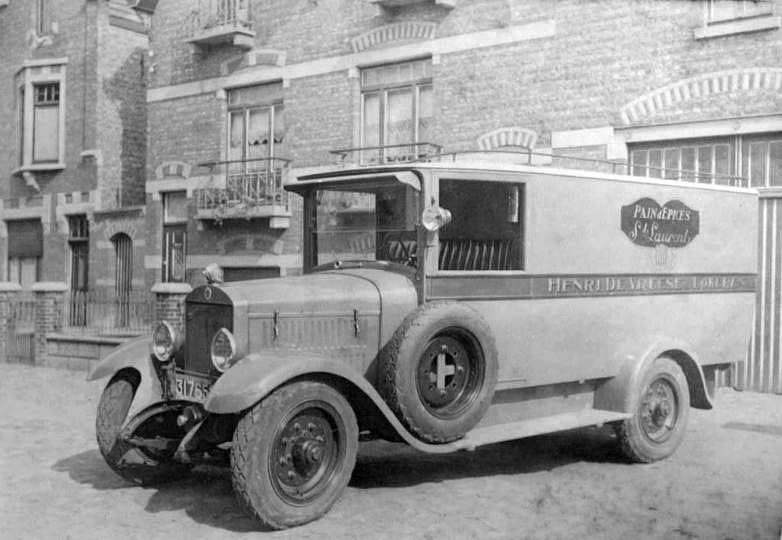
Bestelwagen uit de tijd van Henri De Vreese, toen de fabriek in de Lokerse Poststraat stond

Henri De Vreese richtte zich op het verfijnen van de receptuur. Hij werd als voorpost en pionier beschouwd en daar hij tevens stichter, voorzitter en erevoorzitter van het Provinciaal Verbond der Meester Bakkers van Oost-Vlaanderen was, werd hij verheerlijkt met de titel "Prince Henri". Toen La Couque Royale op de markt kwam, verscheen deze titel op de wikkel van het product. Het bedrijf groeide onder De Vreeses leiding en uit plaatsgebrek werd in 1912 uitgeweken naar nieuwe fabrieksgebouwen in de Poststraat. Deze was nog altijd in de buurt van de St.-Laurentiuskerk, waardoor de symboliek van de merknaam St.-Laurent nauwelijks betekenis verloor.

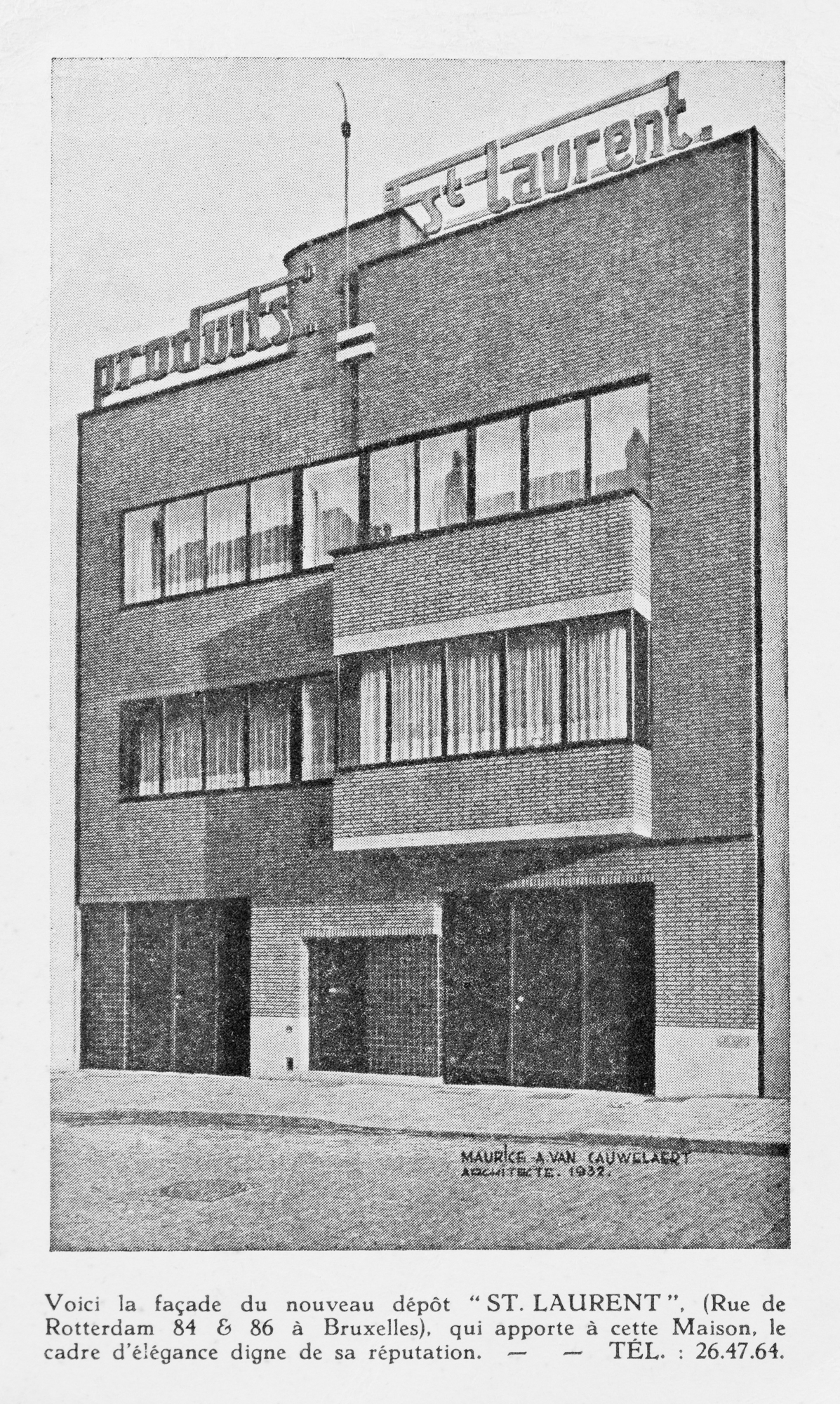
Bureau van St-Laurent, De Vreese - Van Loo, in Brussel, 1932.

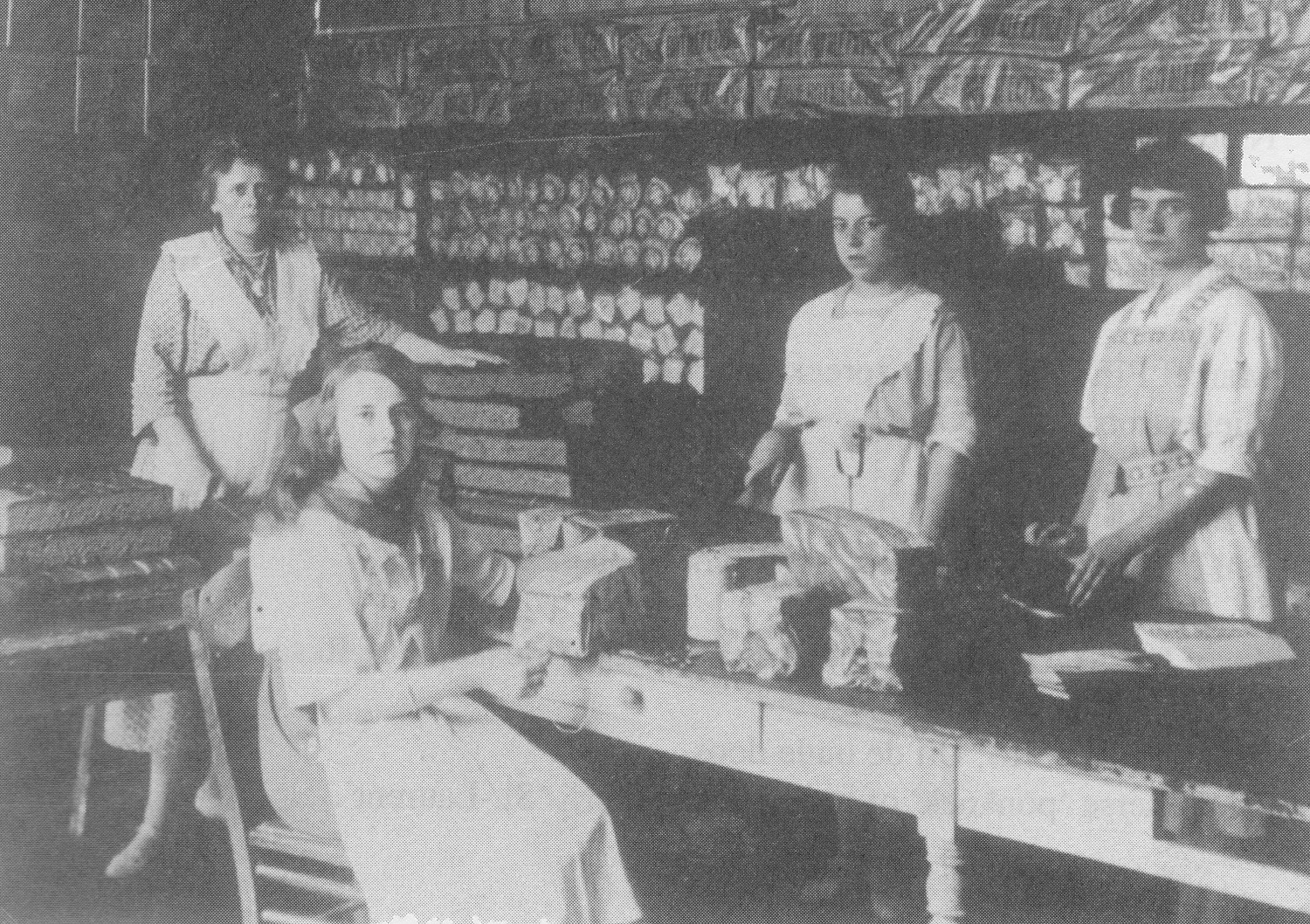
Verpakking van Couque Royale Extra bij De Vreese in 1935. vlnr: Eveline van Loo (zus van de echtgenote van Henri De Vreese), Lea De Vreese, ?, Elza De Vreese.

Het bedrijf groeide verder tijdens het interbellum en werd een van de grote peperkoekbedrijven in Europa. In 1930 richtte De Vreese de N.V. De Vreese-Van Loo op. Deze naam wordt vanaf dat moment het merkteken terwijl het handelsmerk 'St-Laurent' behouden bleef. In 1932 werd een verkoopbureau in Brussel geopend, een nieuw gebouw naar ontwerp van Maurice Van Cauwelaert. Het bedrijf zou eerste prijzen winnen op alle tentoonstellingen waaraan het deelnam. De internationale faam zou reiken tot in de Verenigde Staten.

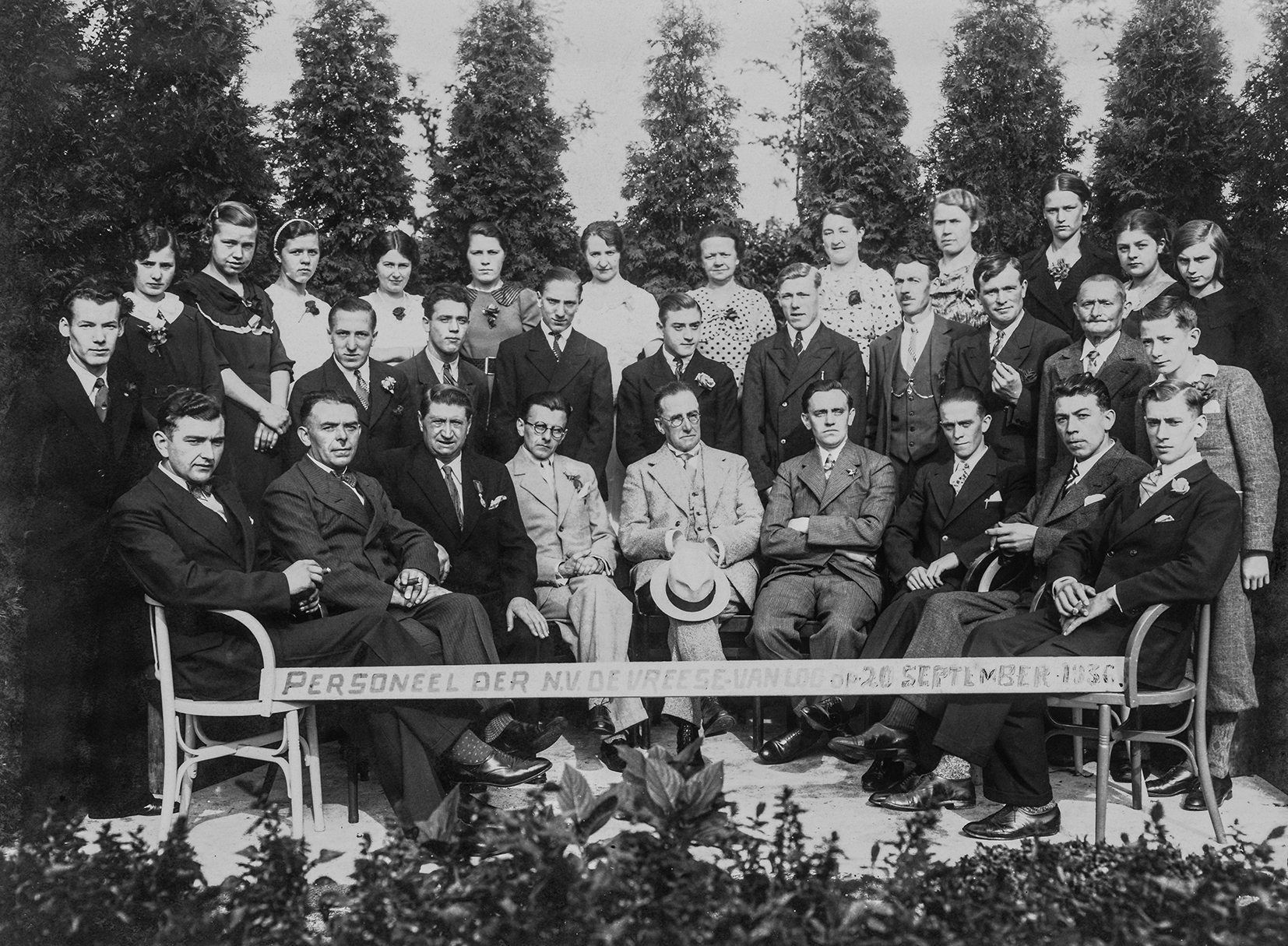
Personeel der NV De Vreese-Van Loo uit Lokeren op 20 september 1936, met Henri en zijn zonen Gaston en Willy in het midden.

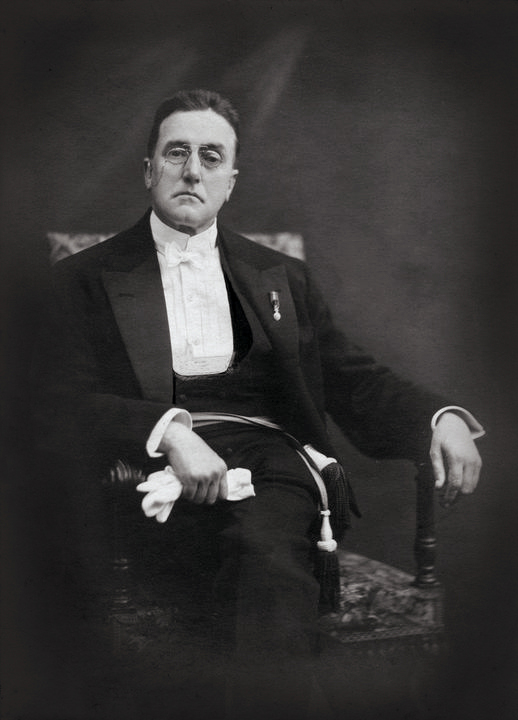
Henri De Vreese als schepen van de Burgerlijke Stand van Lokeren in 1926.

Toen Henri in 1939 stierf, namen de zonen Gaston (1905-1989) en Willy De Vreese (1906-1983) het bedrijf over. Het bedrijf kon de moeilijke periode van de Tweede Wereldoorlog overleven door zijn positie als voedingsproducent.
Begin 1950 verkocht Gaston zijn villa en zijn aandeel in het bedrijf aan zijn broer Willy en verhuisde met zijn gezin naar Argentinië.
In 1970 werd het 100-jarige bestaan van De Vreese-Van Loo gevierd met een ontvangst op het gemeentehuis van Lokeren, alwaar Willy De Vreese met zijn vrouw Maria Van Winckel (1916-2011) - die de administratie van de zaak beheerde - en personeel door de burgemeester in de bloemetjes gezet werden. Na de dood van De Vreese in 1983 ging het bedrijf verder onder leiding van zijn zoon Herman (1940), die al sinds jonge leeftijd in het bedrijf meeliep. Hij bestiert het bedrijf met zijn vrouw en zoon Jan, alvorens hij het bedrijf op zijn beurt geleidelijk overdraagt aan zijn drie zonen, de vijfde generatie.

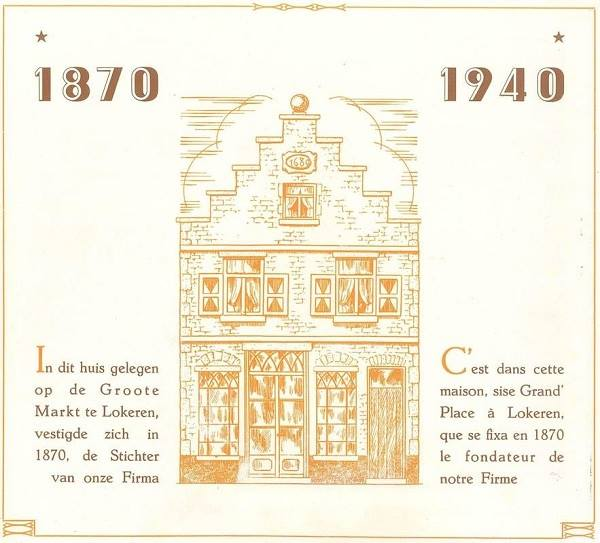
Het 70-jarig bestaan van De Vreese-Van Loo werd met een jubileumfolder gevierd.

Terwijl in België na de Tweede Wereldoorlog nog 85 tot 140 peperkoekbakkers actief waren, die samen zo'n 12 tot 14 miljoen kilogram peperkoek produceerden, waren door fusies en bedrijfsbeëindigingen waren anno 2006 nog maar een handvol grote peperkoekbedrijven over, waaronder twee industriële peperkoekbakkers De Vreese-Van Loo en Vondelmolen uit Lebbeke. Zij produceerden samen anno 2003 zes miljoen kilogram peperkoek.

### 2005: Industriepark
Toen de fabriek in de Poststraat te klein werd, verhuisde De Vreese-Van Loo in 2005 naar een nieuw pand in het industriepark van Lokeren. Dit gebouw in de vorm van een peperkoek is een ontwerp van BLAF architecten die met dit ontwerp op de shortlist van de IPB Challenge 2010 kwamen. In deze fabriek werd zo'n drie miljoen peperkoeken per jaar geproduceerd.
In 2008 werd besloten de gronden die bij de verhuizing uit de Poststraat vrijgekomen waren te ontwikkelen tot woonproject. Bij de verkaveling die daarbij te pas kwam, werd een nieuwe straat gevormd. Op aandringen van De Vreese-Van Loo werd die door de gemeente 'Peperkoekdreef' genoemd, een verwijzing naar de geschiedenis van de locatie.

### 2021: Overname
Omdat er binnen de familie geen opvolger was kwam de vijfde generatie De Vreese tot het besluit het bedrijf te verkopen. Men vond in Vondelmolen een onderneming met vergelijkbare bedrijfscultuur: beide Oost-Vlaamse familiebedrijven waren ruim 150 jaar oud en werden geleid door de vijfde generatie. Vondelmolen was bereid de bakkerij voort te zetten waarbij De Vreese-Van Loo's personeel en receptuur behouden bleven.

## Nalatenschap

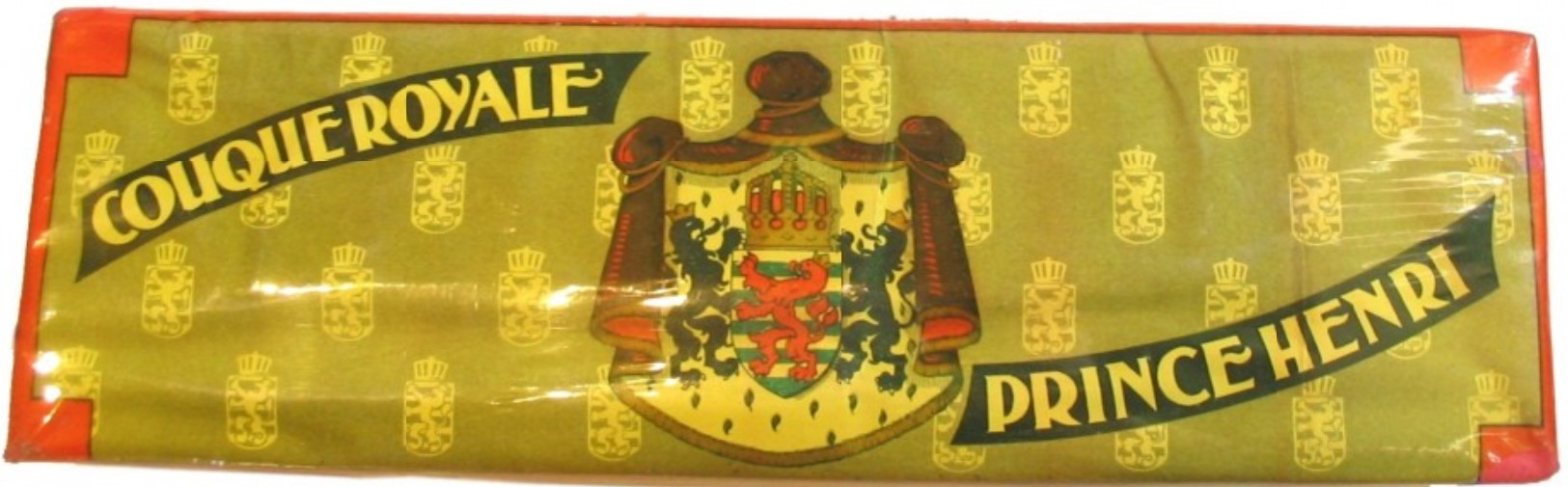
Couque Royale Prince Henri

De Vreese-Van Loo's bekendste product is peperkoek: 'Peperkoek van de Vreese' wordt door de gemeente Lokeren gepromoot als een traditioneel streekproduct. Hoewel alleen Vondelmolens peperkoek de VLAM-streekproduct.be label draagt, was De Vreese-Van Loo tot de overname de andere fabriek van de "slechts twee peperkoekfabrieken die Belgische peperkoek maken volgens de oude traditie". Het bedrijf produceerde ook andere producten, zoals beschuit, biscuits en andere houdbaar banketbakkerswerk.
In Stadsmuseum Lokeren bevindt zich een bakkerij-installatie, waar middels een permanente tentoonstelling van onder meer oude St-Laurent en De Vreese-Van Loo artikelen de geschiedenis van het bedrijf getoond wordt.
De huidige Markt 63 is een herenhuis dat sinds eind 20e eeuw onder het onroerend erfgoed in Lokeren valt. Het werd begin 21e eeuw nog steeds herinnerd als de behuizing van de eerste peperkoekbakkerij van De Vreese-Van Loo: toen Damesboetiek Twins in 2014 in het pand trok, werd ter behoud van de voorgeschiedenis de voorgevel bewust onaangeroerd gelaten en zijn de authentieke bogen in de gevel deel van de Twins-logo geworden.

## Galerij
| - Fabrieksproces vervaardiging peperkoek bij De Vreese-Van Loo vóór 1940 - Deegbereiding - "Zo bakt men peperkoek!" - Verpakking van het product |